# Baños de Gomillaz
Los baños de Gomillaz o baños de Santa Filomena fueron un balneario situado en la provincia de Álava.

## Descripción
Los baños, descritos a mediados del siglo XIX como «grande establecimiento de aguas sulfohídricas sulfuradas», se encontraban a orillas del río Gordóvil, en las inmediaciones de Villarreal de Álava. En una publicación elaborada y publicada por los dueños en 1868 para vender las virtudes del lugar, se decía sobre su localización lo siguiente:

Marchando por la carretera de Vitoria á Bilbao por Durango, despues que se pasa por Villa-Real, toma el paisaje un aspecto poético y encantador, pues el viajero recrea su vista sobre un panorama completamente verde, en cuyo fondo serpentean las plateadas aguas del rio Gordóvil y las suaves revueltas del camino. Despues de media legua, que se anda en quince ó veinte minutos, descúbrese á la mano izquierda, próximo á la carretera, á la falda del monte Ardaizabal, y besando sus cimientos las cristalinas aguas del Gordóvil, un edificio de aspecto grave, elegante y majestuoso; y es que hemos llegado al establecimiento de baños de Gomillaz.
(Anónimo, 1868, p. 6)

Sobre el propio establecimiento, dedicado a la cura de enfermos, se apuntaba:

Existen en el establecimiento de Gomillaz 18 excelentes bañeras de mármol del país, colocadas en cuartos cómodos, claros y ventilados. En la fonda hay buenas habitaciones para cien bañistas, y además podrán acomodarse en la casa venta próxima otros quince ó veinte. Como las siete fuentes arrojan siete azumbres por minuto, y hay un depósito que contiene agua suficiente para 1.200 baños, podrán darse diariamente cuantos sean suficientes para el servicio de todos los enfermos, por muchos que sean; pues por haber aguas sobrantes se dedican á otros usos dos manantiales sulfurosos. Estas aguas se suministrarán en las diferentes formas que la ciencia recomienda y son aplicables á las enfermedades de la pie, á varias del pecho y del estómago, á las heridas, úlceras, fístulas, escrófulas, reumatismos, á als debilidades nerviosas etc., etc. Hay además en Gomillaz fuentes de aguas ferruginosas, que se traerán al establecimiento para la mayor comodidad de los enfermos, y estos podrán tomar baños de agua dulce, en el rio Gordóvil, cuyas márgenes son deliciosas en todo el término de Mecoleta.
(Anónimo, 1868, pp. 8-9)